# Parafia Wniebowzięcia Najświętszej Maryi Panny w Opolu Lubelskim
Parafia Wniebowzięcia Najświętszej Maryi Panny w Opolu Lubelskim – parafia rzymskokatolicka w Opolu Lubelskim, należąca do archidiecezji lubelskiej i Dekanatu Opole Lubelskie. 

## Historia parafii
Parafia Opole Lubelskie swym początkiem sięga pierwszych wieków chrześcijaństwa w Polsce. Nieznana jest jednak dokładna data jej powstania. Nie zachował się akt erekcyjny parafii. "Wykazy świętopietrza z lat 1325-1327 notują wieś parafialną Opole (de Opole)". Dlatego należy sądzić, że pierwotny kościół drewniany istniał już w Opolu ok. 1326 roku. Jan Długosz w "Liber beneficjorum" potwierdził to w słowach: "Oppidum habens in se parochialem ecclesiam ligneam, Sanctae Mariae Assumptioni dicatam, cuius haeres Johannes Slupeczsky de armis Rawa..." (miasteczko mające w sobie drewniany kościół parafialny, pod wezwaniem Wniebowzięcia Św. Marii, którego dziedzic Jan Słupecki herbu Rawa...).
Opole w wieku XIV było najpierw wsią, a następnie miastem prywatnym. Od wieku XIV miejscowość Opole była własnością rodziny Słupeckich. W czasie szerzącego się w Polsce protestantyzmu, w wieku XVI, Stanisław Słupecki – kasztelan lubelski – ówczesny kościół drewniany oddał kalwinom. Profesor Kot uważa, że Stanisław Słupecki jeszcze przed synodem pińczowskim 10 sierpnia 1557 roku wprowadził nabożeństwa ewangelickie w kościołach w Opolu oraz filialnym w Kluczkowicach. Nie jest jednak ta data pewna, gdyż nawet księgi wizytacji biskupa Paniewskiego z 1565 roku oraz biskupa Jerzego Zamoyskiego z 1595 roku jej nie podają. Wspominają natomiast o sprofanowaniu kościoła w Opolu przez Stanisława Słupeckiego. Kalwini prowadzili w Opolu, w II połowie XVI wieku, swoją szkołę. Zdewastowano wnętrze kościoła parafialnego, a także zniszczono księgi parafialne, dzieła biblioteki, która wówczas istniała oraz akt erekcyjny kościoła.
Kościół obecny został zbudowany w latach 1650-1675, z fundacji rodziny Słupeckich. Jerzy Słupecki, który w 1644 roku przeszedł na katolicyzm, był pierwszym jego fundatorem. Następnie, gdy miasto przeszło w ręce rodziny Tarłów, to właśnie oni dokończyli dzieła budowy i wyposażenia świątyni. Kościół otrzymał wezwanie Wniebowzięcia Najświętszej Maryi Panny. Konsekrowany został w 1674 roku przez biskupa krakowskiego Andrzeja Trzebickiego. Tak go opisują pijarzy w spisie inwentarzowym z 1843 roku: "Jest wystawiony częścią z cegły, częścią z kamienia białego w kształcie krzyża, do którego kosztem Zgromadzenia przymurowane zostały stacye dla rozpamiętywania Męki Chrystusa Pana we wszystkie piątki Postu Wielkiego oprócz ostatniego, i w dniach znalezienia i podwyższenia Krzyża Świętego. Kaplic jest dwie: Pana Jezusa Ukrzyżowanego i świętego Józefa Kalasantego. W tej drugiej obraz świętej Rozalii Sanormitańskiej od ośmiu przeszło lat zaprowadzony został. Pomiędzy kaplicami a Wielkim Ołtarzem są umieszczone z jednej strony Zakrystya, a z drugiej Skarbiec do chowania droższych apparatów i sprzętów. Facyatę kościoła ozdabiają dwie wieże, z których jedna mieści w sobie zegar i sygnaturkę".
Pod koniec XVII wieku majątek opolski przeszedł w ręce rodziny Tarłów, z której Jan sprowadził do Opola pijarów. Od 1738 roku rozpoczął się okres kształtowania fundacji opolskiej. Jan Tarło, dziedzic Opola, nadał ją pijarom pod warunkiem założenia tam szkoły. Czynił to ze względu na braci Stanisława i Ignacego Konarskich. Ksiądz Stanisław Konarski korespondował z wujem Janem Tarło oraz informował magnata o różnych wydarzeniach. Około 1740 roku ksiądz Ignacy Konarski rozpoczął budowę klasztoru. Nadzorował ją architekt Franciszek Magier, któremu Jan Tarło polecił "de novo" wybudować klasztor dla pijarów. Rodzinne fundusze na budowę klasztoru początkowo przekazywała trzecia żona Jana Tarły Elżbieta Branicka. Jednak z powodu ich braku w późniejszym okresie oraz odwlekania z realizacją fundacji przez dziedzica Opola, szkoła nie powstała od razu, lecz szpital – przytułek z pracowniami rzemieślniczymi na wzór rzymski. Ksiądz Ignacy Konarski sprowadził sześciu pijarów, dla których starał się o fundusze na utrzymanie od Jana Tarły. 19 listopada 1743 roku Jan kardynał Lipski zatwierdził fundację opolską. Od tego czasu parafia opolska przeszła formalnie w ręce pijarów. Zgodę Stolicy Apostolskiej na fundację opolską uzyskali bracia Konarscy dopiero po śmierci Jana Tarły w 1750 roku. Wtedy to uruchomiono w Opolu na krótki okres pierwszą szkołę rzemieślniczą w Polsce i jedną z pierwszych w Europie.
Celem pracy duszpasterskiej pijarów jest nauczanie. Jednak z powodu trudności finansowych nie mogli oni rozwinąć początkowo szkolnictwa. Dopiero w 1797 roku otwarto w Opolu nowicjat. W 1804 o. Celestyn Tyszyński przekształcił ówczesną szkołę rzemieślniczą na gimnazjum humanistyczne, gdzie pijarzy mogli zająć się nauczaniem młodzieży. Dzięki pijarom miejscowe szkolnictwo zostało postawione na wysokim poziomie. Posiadali bibliotekę, do której trafiały zbiory książek poprzednich właścicieli miasta. Zgromadzili w ten sposób dużą ilość cennych książek. Niektóre cenne dzieła z biblioteki pijarów w Opolu zachowały się do dzisiaj i znajdują się w bibliotece Wyższego Seminarium Duchownego w Lublinie oraz w obecnych bibliotekach zakonnych pijarów. Dzięki pijarom rozkrzewiona została istniejąca w parafii Opole Lubelskie pobożność do Matki Boskiej poprzez założenie Bractwa Różańcowego. Równocześnie bardzo żarliwie czcili oni Jezusa Chrystusa Ukrzyżowanego, któremu poświęcono jedną z kaplic kościelnych.
Z kościołem w Opolu Lubelskim ściśle był związany ksiądz Piotr Ściegienny.
W czasie, gdy parafia opolska była w rękach pijarów, kościół zmienił swój wygląd zarówno zewnętrzny jak i wewnętrzny. Dzięki funduszom trzeciej żony Jana Tarły, Elżbiety z Branickich, nie tylko został wzniesiony klasztor, ale także rozbudowano kościół w latach 1744-1749, dobudowano dwie nawy, oddzielone od głównej. Z jej fundacji pochodzą drogocenne relikwiarze, naczynia liturgiczne oraz ołtarze we wnętrzu kościoła. Tarłowie, podtrzymując staropolską tradycję, gościli w każdy Wielki Czwartek w swym pałacu biednych mieszkańców Opola i okolic.
Fundatorka i ofiarodawczyni, Elżbieta z Branickich Tarłowa zmarła 17 kwietnia 1746 roku w Opolu Lubelskim. W zewnętrznej ścianie kaplicy Świętego Krzyża znajduje się jej nagrobek w postaci płyty z inskrypcją. Z fundacji Jana Tarły przebudowano kaplicę północną w 1746 roku, do której zostały przeniesione obrazy i cały wystrój kaplicy pałacowej. Już po śmierci Jana Tarły 5 stycznia 1750 roku, staraniem czwartej jego żony Zofii z Krasińskich czyniono dalsze postępy w restauracji kościoła. Została w tym czasie wybudowana dzwonnica - brama. W 1752 roku został wzniesiony grobowiec Tarły w kaplicy Świętego Krzyża. W latach 1751–1753 położono polichromię w kościele. Wykonawcą tej polichromii był Antoni Dembicki. W tym czasie przebudowano także otwory okienne w obejściu, pokryto kościół dachówką w miejsce gontu. W latach 1756–1757 przebudowano kaplicę południową na wzór północnej. Niektórzy twierdzą, że także Józef Meyer był autorem niektórych malowideł w kościele w Opolu. On to miałby pokryć polichromią kaplicę południową.
Cały kościół został odrestaurowany w 1798 roku. W czasie wojen napoleońskich kościół był zamieniony na skład zboża. W 1803 roku obejście kościoła służyło za skład wojskowy. Dwa lata później odbył się remont zniszczonego obejścia i kościoła. Kościół był ponownie odnawiany jeszcze w roku 1854 oraz w 1880 roku. Wtedy to między innymi odnowione zostały malowidła ścian i sklepień przez Adolfa Quappa i Wilhelma Riedla. Następny remont przeprowadzono w 1891 roku, kolejny w wieku XX.
Szkoła pijarska istniała do 1831 roku, kiedy to przez rząd rosyjski została zamknięta. Najprawdopodobniej prowadzono dalej szkołę humanistyczną przy nowicjacie jako tzw. szkolnictwo wydziałowe aż do 1864 roku. Po powstaniu styczniowym rząd rosyjski dokonał kasaty zakonu i skonfiskował majątek na mocy najwyższego nakazu z dnia 27 października 1864 roku. Tym samym majątek przeszedł pod zarząd Skarbu Królestwa. Odtąd parafią Opolską kierują księża diecezjalni. Ostatnim proboszczem pijarskim był ks. Franciszek Biernacki. Po nim ksiądz diecezjalny Leon Dworzycki, pracujący wcześniej jako wikariusz w Świeciechowie. Kolejnym proboszczem parafii Opole Lubelskie był ksiądz Leon Popławski. W 1882 roku został przeniesiony na proboszcza do parafii Konopnica. Na jego miejsce Konsystorz Diecezji Lubelskiej mianował administratora parafii Wilków księdza Adolfa Majewskiego. Kolejnym proboszczem został 10 października 1904 roku, ksiądz Remigiusz Krześniak.
Do II połowy XIX wieku, najprawdopodobniej do 1885 roku kościół w Kluczkowicach był kościołem filialnym parafii Opolskiej, która i tak była rozległa. Dlatego od dawna oprócz księży pracujących w kościele w Opolu – czyli proboszcza i jednego wikarego – był ksiądz posługujący w kościele w Kluczkowicach. Głównym uposażeniem kapłanów była ziemia pozyskana w ciągu wieków poprzez darowizny, zapisy i ofiary. W 1864 roku parafia Opole Lubelskie posiadała 250 mórg ziemi. Oprócz tego były dziesięciny, fundacje pieniężne ulokowane w majątkach, młynach, itd.
W parafii opolskiej od dawna dbano o opiekę nad chorymi i prowadzono działalność charytatywną. Tarło zafundował miastu murowany budynek szpitalny dla 12 ubogich. Funkcjonował on jeszcze w wieku XIX, a następnie w okresie międzywojennym oraz w czasie II wojny światowej.
Obecnie, przy parafii swoją działalność prowadzą: klub AA, Akcja Katolicka, Koło Przyjaciół Radia Maryja, Legion Maryi, Kuria Legionowa, Chór parafialny, Wspólnota Neokatechumenalna, Kombatanci, Krąg Domowego Kościoła, KSM, lektorzy, Żeńska Grupa Liturgiczna-Łaziska, schola, ministranci.
Kościół w Opolu Lubelskim, zarówno drewniany jak i obecny murowany, od początku był pod wezwaniem Wniebowzięcia Najświętszej Maryi Panny. W uroczystość WNMP, 15 sierpnia obchodzono w parafii odpust. Pijarzy uczcili swego założyciela – św. Józefa Kalasantego – odpustem w dniu 4 lipca.

## Opis kościoła
Zasugerowano, aby ta sekcja została przeniesiona do artykułu Kościół Wniebowzięcia Najświętszej Maryi Panny w Opolu Lubelskim.
Kościół parafialny pod wezwaniem Wniebowzięcia Najświętszej Maryi Panny w Opolu Lubelskim został wybudowany w latach 1650-1675 z fundacji Jerzego Słupeckiego. Wykończenie budowli, dobudowanie naw bocznych, położenie polichromii jest zasługą rodziny Tarłów już w XVIII w.
Elewacje zewnętrzne kościoła są utrzymane w stylu wczesnobarokowym, natomiast kaplice, zakrystie i obejście są późnobarokowe (połowa XVIII w). Murowana, orientowana, jednonawowa pierwotnie świątynia zbudowana jest na planie krzyża łacińskiego, transept tworzą dwie boczne kaplice na planie kwadratu, otwarte do prezbiterium półkolistym łukiem. Dwuwieżowa fasada główna ma układ trójosiowy z cofniętą częścią środkową, zwieńczoną szczytem wbudowanym między wieże. Szczyt posiada dwie rozczłonkowane pilastrami kondygnacje – dolną zwieńczoną trójkątnym przyczółkiem, ozdobioną płaskorzeźbą gołębicy – symbolu Ducha św. w otoczeniu główek aniołków i górną – zwieńczoną półkoliście z wolutowymi spływami po bokach. Poniżej w środkowej kwadratowej wnęce jest scena Wniebowzięcia NMP a symetrycznie po bokach, również we wnękach, rzeźby patronów Polski – świętych biskupów Stanisława i Wojciecha. Kondygnację niżej na osi elewacji widnieje otwór okienny, w prawej wnęce płaskorzeźba Zwiastowania a w lewej aniołowie. W dolnej części fasada przesłonięta jest dobudowanym później obejściem. Tutaj znajduje się wejście do kruchty, a w niej otwór drzwiowy z półkolistym łukiem prowadzący do głównej nawy. Zachodnie zewnętrzne narożniki obejścia zostały zwieńczone rzeźbionymi popiersiami pijarów.
Na elewacji kaplicy północnej znajdują się stiukowe kartusze z herbami: Ślepowron Krasińskich – na ścianie wschodniej, Gryf Branickich – na ścianie zachodniej i Topór Tarłów – na ścianie północnej. Kaplica południowa pozbawiona jest sztukaterii. Na wschodniej ścianie prezbiterium widnieje zegar słoneczny.
Wnętrze kościoła ma bogatą polichromię wykonaną przez Antoniego Dembickiego, ukończoną przed rokiem 1753. Górna część polichromii nie była nigdy odnawiana, natomiast dolne partie zostały przemalowane w 1880 r. przez malarzy Quappa i Riedla. Świadczy o tym napis umieszczony nad wejściem do kruchty od strony wewnętrznej kościoła.
Wyposażenie wnętrza jest jednolite, związane architektonicznie z architekturą kościoła, późnobarokowe, z drugiej połowy XVIII w. Kolumnowy główny ołtarz został wykonany około 1740 roku prawdopodobnie w warsztacie będącym własnością książąt Czartoryskich. Jego pełnej konserwacji dokonano w 1992 r. Pokryty jest polichromią olejną koloru ciemnozielonego ze złotymi paseczkami. Ma bogatą dekorację snycerską: są to rzeźby świętych oraz aniołów. Na szczycie znajduje się hierogram Maryi otoczony główkami aniołków i aureolą promieni, w centrum obraz Matki Boskiej z Dzieciątkiem na lewej ręce, pędzla Antoniego Dembickiego, pochodzący z 1745 r.
Tabernakulum ma kształt kuli z glorią i baldachimem, otaczają je rzeźby aniołów. Malowidła na ścianach prezbiterium przedstawiają sceny ze Starego Testamentu, a na kolebkowym sklepieniu z lunetami – moment Wniebowzięcia NMP w obramieniu architektury iluzjonistycznej utworzonej z balustrady z wazonami. Tę część świątyni oświetla łącznie pięć okien – po dwa z każdej strony i pośrodku za ołtarzem okno okrągłe. Na ścianie tęczowej od strony prezbiterium znajduje się ozdobny kartusz z herbem Krasińskich Ślepowron i inicjałami Zofii Tarłowej wojewodziny sandomierskiej (ZTWS), natomiast od strony nawy postacie papieża i króla, nad nimi aniołowie i data – 1751 r. W środku widnieje płaskorzeźba przedstawiająca symbol Bożej Opatrzności.
Nawę główną przekrywa sklepienie kolebkowe z ośmioma lunetami mieszczącymi okna. Na jego polichromii, w podobnym jak w prezbiterium obramieniu wzbogaconym kartuszami i aniołkami, przedstawiony jest Chrystus Odkupiciel na majestacie wśród obłoków w otoczeniu czterech ewangelistów i aniołów. W polach międzylunetowych widnieją postacie alegoryczne cnót i stanów a w lunetach ozdobne medaliony z puttami i wieńcami. Sklepienie od ścian nawy głównej oddzielają wewnętrzne profilowane gzymsy z drewnianym lambrekinem. Nad chórem muzycznym jest okno witrażowe przedstawiające Trójcę Świętą.
Ściany nawy głównej wypełnia osiem późnobarokowych ołtarzy – po cztery z każdej strony z bogatą regencyjno-rokokową dekoracją snycerską. Pomiędzy nimi, na tle pilastrów znajdują się ustawione na wspornikach rzeźby apostołów. Obrazy w ołtarzach przedstawiają świętych: Józefa Kalasantego, Antoniego Padewskiego, Walentego, Barbarę, Annę, Józefa z Dzieciątkiem, Klemensa i Elżbietę. Po lewej stronie przy tęczy jest umieszczona późnobarokowa ambona a poniżej drewniana chrzcielnica z rzeźbą Chrystusa Błogosławiącego. 
Chór muzyczny znajduje się w zachodniej części nawy. Został wykonany najprawdopodobniej około połowy XVIII w. Jest wsparty na czterech słupach z tzw. podchórzem sklepionym kolebkowo. Otoczony jest drewnianą balustradą ozdobioną u dołu lambrekinem. 16-głosowe organy pochodzą z firmy braci Rieger w Opawie.
Kościół posiada dwie zakrystie, połączone z prezbiterium bogato dekorowanymi otworami okiennymi oraz przejściami arkadowymi. W obu zakrystiach wysoko obiega ściany drewniana ażurowa galeryjka ozdobiona lambrekinem.
Obie kaplice mają sklepienia kopulaste z lunetami. W kaplicy północnej, pod wezwaniem Krzyża Św., ponad mensą ołtarzową wisi rzeźbiony barokowy krucyfiks. Pod nim na mensie ustawiony jest relikwiarz w kształcie oszklonej trumny, a pośrodku tabernakulum o kształcie czworobocznej świątyni z kopułą. Na kolumnach przy ołtarzu stoją rzeźby Matki Bożej Bolesnej i św. Jana Ewangelisty. Obrazy na ścianach są związane z historią znalezienia Drzewa Krzyża św. W ścianie wschodniej tej kaplicy znajduje się nagrobek z czarnego marmuru Jana Tarły ufundowany przez żonę Zofię z Krasińskich. Na sklepieniu widnieje scena Adoracji Drzewa Krzyża, a w narożach symbole czterech stron świata: Cesarzowa Helena, Turek, Murzyn i Indianin. Na sklepieniu umieszczono także sygnaturkę Antoniego Dembickiego i datę – 1746 r.
Kaplica południowa, pod wezwaniem Matki Boskiej, ma rokokowe wyposażenie: mensę ołtarzową i po jej bokach rzeźby dwu świętych kobiet. Na centralnej ścianie widnieje obraz Matki Boskiej ze św. Stanisławem Kostką, Alojzym Gonzagą i Ignacym Loyolą. Na sklepieniu umieszczono scenę Adoracji hierogramu Matki Bożej przez aniołów, a w narożach alegoryczne postacie z kartuszami herbowymi i pod nimi sentencje. W kaplicy w ścianie wschodniej znajduje się też nagrobek z czarnego marmuru.
Cennymi zabytkami świątyni są epitafia i tablice upamiętniające osoby związane z Opolem lub tu goszczące. Jest m.in. płyta upamiętniająca pobyt w Opolu króla Stanisława Augusta w 1787 r. Zatrzymał się tu, jadąc do Kaniowa na spotkanie z carycą Katarzyną. W nawach bocznych wiszą duże obrazy stacji drogi krzyżowej.
Od ponad 20 lat w świątyni opolskiej trwają prace remontowe. Większą część kosztów pokrywają parafianie. W ciągu tego czasu położono na kościele dach z blachy miedzianej i odnowiono elewację, założono instalację grzewczą, unowocześniono świetlną, położono marmurową posadzkę, odnowiono ołtarz główny i obie kaplice. Wykonano nowe ławki i odnowiono stare. Ogrodzono obejście kościelne od strony wschodniej i północnej. Obecnie trwa konserwacja obrazów z kaplicy Krzyża Św.
Najbardziej pilna i zarazem najbardziej kosztowna jest konserwacja polichromii na całym wnętrzu kościoła. Natychmiastowej konserwacji wymagają wszystkie elementy snycerskie. Koszt tych prac jest ogromny i w obecnej sytuacji społeczeństwo nie jest w stanie go ponieść.
Wszystkie wspomniane prace były wykonane dzięki zaangażowaniu czterech ostatnich proboszczów opolskiej parafii. Szeroko zakrojony remont rozpoczął zmarły przedwcześnie ks. Stanisław Wachowski.